# Norman (Nebraska)
Norman é uma vila localizada no estado americano de Nebraska, no Condado de Kearney.

## Demografia
Segundo o censo americano de 2000, a sua população era de 49 habitantes.
Em 2006, foi estimada uma população de 49, um aumento de 0 (0.0%).

## Geografia
De acordo com o United States Census Bureau, a localidade tem uma área de 0,3 km², sem área coberta por água. Norman localiza-se a aproximadamente 635 m acima do nível do mar.

## Localidades na vizinhança
O diagrama seguinte representa as localidades num raio de 20 km ao redor de Norman.